# Fusinus stanyi
Fusinus stanyi is een slakkensoort uit de familie van de Fasciolariidae. De wetenschappelijke naam van de soort is voor het eerst geldig gepubliceerd in 2006 door Swinnen & Fraussen.